# Heinrich Mautz
Heinrich Ernst Mautz (ur. 6 października 1820 w Bydgoszczy, zm. 11 kwietnia 1886, tamże) – niemiecki rzemieślnik (cieśla), członek Rady Miasta Bydgoszczy.

## Życiorys
Urodził się 6 października 1820 r. w Bydgoszczy. Był synem Wilhelma, mistrza ciesielskiego i Anny z d. Blumberg – rodziny osiadłej w Bydgoszczy w pierwszych latach XIX wieku. Podstawą egzystencji rodziny były zlecenia na prace ciesielskie, związane z konserwacją i utrzymaniem Kanału Bydgoskiego. Uczył się od ojca fachu ciesielskiego, a swoje umiejętności potwierdził zdobyciem dyplomu mistrza. W 1854 r. objął kierownictwo rodzinnej firmy, która zlokalizowana była przy ul. Czartoryskiego 14-16. nad rzeką Młynówką.
Jego działalność zawodowa przypadła na lata koniunktury gospodarczej i intensywnego rozwoju budowlanego miasta. Jego zakład funkcjonował początkowo wśród 11 podobnych warsztatów ciesielskich w mieście, a w końcu XIX wieku, już ok. 40. Początkowo zajmował się naprawą drewnianych konstrukcji śluz Kanału Bydgoskiego, zaś po 1852 r., kiedy Bydgoszcz włączono do sieci Pruskiej Kolei Wschodniej – wykonawcą prac ciesielskich przy wznoszeniu gmachów urzędowych (m.in. ratusza bydgoskiego, hotelu Ratuszowego), jak i wielu budowach prywatnych. Jego firma rozrosła się, zatrudniając w 1874 r. około 200 robotników. Zajmował się także przecieraniem drzewa i hurtową sprzedażą drewna budowlanego. Znany był ze szczodrości i wspierania dobroczynnego pracowników własnej firmy.
Uznaniem dla jego działalności gospodarczej był wybór jego osoby na członka Rady Miejskiej Bydgoszczy. Zasiadał w niej przez 30 lat do 1883 roku. Z racji zawodu należał do Deputacji Budowlanej miasta oraz angażował się w gospodarczą promocję Bydgoszczy. W 1867 r. znalazł się w komitecie organizacyjnym Wystawy Rolniczo-Przemysłowej w Bydgoszczy (1868, w Strzelnicy Bractwa Kurkowego). Uczestniczył i współpracował w organizacji Prowincjalnej Wystawy Przemysłowej w Bydgoszczy, która odbyła się w maju-czerwcu 1880 roku.
Zmarł 11 kwietnia 1886 r. Rok po śmierci jego zakład wraz z parcelą nabył Hermann Franke, który postawił tam dużą rafinerię spirytusu.

### Rodzina
Jego żoną była Josephine Victoria z d. Neumann. Mieli dwóch synów: Heinricha Oscara Felisa (ur. 1852) i Maximiliana Otto Antona (ur. 1857).

## Odznaczenia
- Order Orła Czerwonego IV klasy (1874).

## Upamiętnienie
W latach 70. XIX wieku jego imieniem nazwano ulicę, przy której mieściła się jego firma. Nazwę zmieniono po 1945 r.